# Mircea Monroe
Mircea Monroe là một nữ diễn viên người Mỹ kiêm người mẫu. Vai diễn chuyên nghiệp đầu tiên của cô là diễn xuất một vai phụ trong hãng phim New Line, kể từ đó, Monroe đã xuất hiện trong các bộ phim khác nhau, cũng như làm khách mời đóng vai chính trên các chương trình truyền hình. Monroe xuất hiện trong vai trò diễn viên chính của bộ phim The 41-Year-Old Virgin Who Knocked Up Sarah Marshall and Felt Superbad About It, trong vai Sarah Marshall. Cô cũng đóng vai chính với vai Veronique trong bộ phim kinh dị The Black Waters of Echo's Pond. Ngoài ra còn đóng vai phụ Kara trong Tekken 2010. Năm 2004, Monroe được đăng hình ảnh lên trên trang bìa của tạp chí Maxim.

## Phim tham gia
- Cellular (2004)
- All Souls Day (2005)
- Pterodactyl (2005)
- House of the Dead 2 (2006)
- The Ultimate Gift (2007)
- Itty Bitty Titty Committee (2007)
- No Man's Land: Reeker 2 (2008)
- Fast Girl (2008)
- Screw Cupid (2008)
- Burying the Exs (2008) - Phim ngắn
- Into the Blue 2: The Reef (2009)
- Growth (2009)
- Finding Bliss (2009)
- Tekken (2010) vai Kara
- The 41-Year-Old Virgin Who Knocked Up Sarah Marshall and Felt Superbad About It (2010) vai Sarah
- The Black Waters of Echo's Pond (2010) vai Veronique
- Pornstar (2010), Vivian
- Hard Breakers (2010) vai Sherri Sutter
- American Animal (2011) vai Blonde Angela
- The Change-Up (2011) vai Tatiana
- Houndz From Hell (2011) vai Bethesda
- Slightly Single in L.A. (2011)
- Boy Toy (2011)
- Phase One (2011)
- 3 Days to Normal (2011)
- Dumbbells (2011)
- The Polterguys (2012)
- Magic Mike (2012)